# 스틱 RPG
《스틱 RPG》(Stick RPG)는 플래시 게임으로 X겐 스튜디오스가 제작한 RPG형식의 게임이다. 대한민국에서는 졸라맨 키우기나 파란색 졸라맨 키우기로 알려졌다.

## 개요
- 주인공이 어느 날 '선(線)인'들이 사는 세상에 떨어지고, 마을에서 생활을 하는 이야기이다.
- 처음 시작할 때 일주일, 한 달, 100일, 무제한 등의 게임 플레이 시간을 골라서 할 수 있다.

## 능력치
총 4개로. 각 수치의 최대치는 999, 카르마만 100이다. 카르마는 악 성향으로 인해 최소치인 0이 존재. 능력치가 굉장히 높으면 '뉴 라인 회사'를 정식 은퇴한 뒤 연금보험비를 지급하고 매일 연금을 받을수있다.
- 힘 (Strength) : 대학에서 운동을 하거나, 후반부에 구입할 수 있는 텔레비전 스포츠 채널 시청(+2), 런닝머신(잘 때마다 +1), 술집 격투에서 승리했을 때를 통해 +3로 올릴 수 있는 능력치이다. 최대 체력과, 술집 격투에서 사용하는 스킬 포인트의 최대치를 결정한다. 최대 포인트는 15이다.

- 지성(Intellegence) : 대학에서 공부를 하거나(무료 +1, 유료는 +2), 텔레비전 뉴스 시청(+2), Xgenica 장치(잘 때마다 +1)을 통해 올릴 수 있는 능력치이다. 이 세계관에서 취직이 가능한 회사 중 '뉴 라인 회사'에 취직할 때 필요하며, 일정 수치 이상이라면 자동차를 사용할 수 있다.

- 매력(Charm) : 담배를 피우거나 (+1,단 목숨이 깎인다.), 술을 마시거나(+2), 노란 얼굴의 거지에게 적선하거나(+6, 일회용) 텔레비전 러브러브 채널 시청(+2), 개인용 바(잘 때마다 +1)를 통해 올릴 수 있는 능력치. 범죄의 성공률을 높여준다.

- 카르마 : 선 성향과 악 성향을 결정하며, 어떤 행동을 하다 보면 오르거나 깎이게 된다. 그리고 카르마가 어느 정도에 따라서 얼굴 색도 변한다(선 성향 최대치는 흰색, 악 성향 최대치는 붉은색). 처음 수치는 중립인 50이며, 카르마의 상승 및 하강은 다음으로 이루어진다.
  - 상승 : 맥스틱이나 뉴 라인 회사에 근무, 대학에서 공부, 거지에게 현금 지급
  - 하강 : 술집에서 격투, 은행이나 편의점 털이, 코카인 판매, 스케이트보드를 주는 소년에게 담배 자꾸 주기

## 아이템

### 가구
- 침대 : 잘 때 체력 +10. 처음부터 살 수 있다.
- 냉장고 : 잘 때 체력 +20.
- 컴퓨터 : 아파트로 집을 업그레이드하면 구입할 수 있다. 주식 투자가 가능해진다. 기업은 총 6개.
- 텔레비전 : 아파트로 집을 업그레이드하면 구입할 수 있다. 뉴스를 볼 수 있다(지성 +2).
- 위성 안테나 : 텔레비전을 산 이후, 초호화 맨션으로 집을 업그레이드하면 구입할 수 있다. 텔레비전 채널에 스포츠 채널(힘 +2)과 러브러브 채널(매력 +2)이 생긴다.
- Xgenica 장치 : 잘 때마다 지성 +1.
- 런닝머신 : 잘 때마다 힘 +1.*

개인용 바 : 잘 때마다 매력 +1.

### 일반
- 스케이트보드 : 맨 처음 시작한 곳에 있는 하늘색 얼굴에게 담배 한 갑을 주면 얻는다. 이후 계속 주면 하늘색이 사망한다.
- 권총 : 보조무기다. 은행이나 편의점을 털 때 필요하다. 마약 판매를 하러 갈 경우, 이것이 있으면 성공률이 높아진다.
- 알람 시계 : 사용할 수 있는 시간이 증가한다.
- 카페인 : 사용할 수 있는 시간이 6시간 증가. 소모성인 아이템으로, 잘 때 자동으로 사용하며 알람 시계를 구입해 두었다면 24시간을 활동하는 것이 가능하다. 사용할 때마다 체력이 20가 깎이지만 , 냉장고를 구입해 두면 이 부작용도 없어진다. 마약 판매를 하러 가는 경우 반드시 필요한 물건으로, 새벽에만 버스를 탈 수 있기 때문이다.
- 휴대폰 : 별로 쓸만한건아니지만 이것만 있으면 메시지를 체크하는 것을 많이 할 수 있다.
- 나이프 :  처음 때 필요한무기다. 술집에서 싸울 때 이것이 있으면 데미지2가 상승한다.

## 장소
- 맨션 : 주인공이 사는 집이다. 입구에 노란색 차가 있다.
- 궁전 : 호화롭고 큰 궁전. 은행(부동산)에서 500000달러를 사면 그 궁전이 주인공의 집이 된다.
- 맥스틱스: 맥도날드를 패러디한 패스트푸드로 음료수,프렌치 프라이,햄버거등을 사고 먹을 수 있다. 먹으면 체력이 증가된다.
- 편의점: 과자나 담배, 카페인을 살 수 있는 편의점.
- 은행 : 돈을 저금하거나 받을 수 있으며, 대출도 가능하다. 또한 그곳으로 집을 살 수도 있다. 총으로 이용해서 일정확률로 강도행위를 할 수도 있다.
- 뉴 라인 회사: 주인공이 근무 할 수 있는 회사. 안내원에게 지성수치마다 승진이 될 수있다. 연금을 위한 은퇴 이후 더 이상 일을 안 해도 되는 경우도 있다.
  - 지성 20이상: 신입사원 (시급 8달러)
  - 지성 45이상: 상급사원 (시급 10달러)
  - 지성 75이상: 대리 (시급 15달러)
  - 지성 120이상: 과장 (시급 25달러)
  - 지성 180이상: 부장 (시급 50달러)
  - 지성 250이상: 대표 이사 (CEO) (시급 100달러)
- 술집: 맥주를 마시거나,맥주병을 사거나,싸움을 하거나, 다트를 할 수 있다.
- 도박장: 룰렛이나 블랙잭, 슬롯머신을 돈을 걸면서 할 수 있다.
- 버스정류장: 6개의 도시로 이동할 수 있다. 도시를 이동하면 마약을 거래할 수도 있다.
- 할인매장: 가전제품이나 침대를 살 수 있다.
- 폰 샵: 알람시계,총,칼,휴대폰을 살 수 있다.

## NPC
- 파란색: 주인공에게 담배를 지급되면 스케이드 보드를 준다. 많이 받으면 사망한다.
- 노란색: 거지로 이에게 10달러를 지급하면 카르마가 올라간다. 맥주도 줄 수 있다.
- 빨간색: 마약을 판다. 마약을 1g에 400달러를 구입 할 수 있다.